# MacConkeyův agar

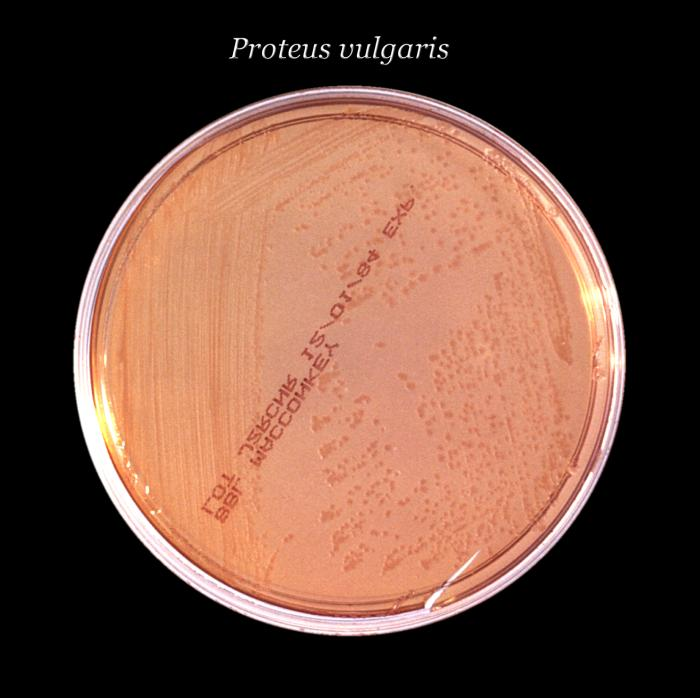
MacConkeyův agar s bakteriální kulturou

MacConkeyův agar je selektivní médium pro růst laktózu kvasících gramnegativních bakterií. Obsahuje žlučové soli, které inhibují růst většiny grampozitivních bakterií, a barviva, která umožňují na základě barevné změny média rozlišit bakterie fermentujících laktózu od bakterií, které ji nakvasí vlivem produktů metabolismu.
Složení agaru bývá poněkud modifikováno dle jeho účelu.